# زبان سلونی
زبان سلونی زبانی مرده از شاخه زبان‌های بالتیک است که در حدود قرن شانزدهم میلادی ازمیان رفته است.این زبان در حدود امروزی کشورهای لاتویا و لیتوانی رایج بوده است.